# غايب في بلاد العجايب (مسلسل)
غايب في بلاد العجايب مسلسل تلفزيوني عراقي عرض في رمضان 1441 هـ / 2020 على قناة إم بي سي العراق. المسلسل من بطولة كاظم القريشي وزهور علاء وسامي قفطان وفاطمة الربيعي، ومن تأليف محمد حنش وعماد وناس وحسين النجار، أخراج أسامة الشرقي، وأنتاج أوس الشوقي.

## القصة
تدور الأحداث حول يوميات المواطن العراقي البسيط غايب الذي يعيش حياة صعبة مع زوجته لمياء ووالديه داخل بيت واحد، يحمل العمل إسقاطات سياسية واجتماعية وثقافية وإنسانية من خلال المواقف الغريبة التي يعيشها غايب في أجواء من الفنتازيا.

## الحلقات
الحلقة الأولى : القرد
في اولى الحلقات، غايب يصتدم باحدى السيارات، ثم يتحول إلى قرد بعد فشل الطبيب البيطري في علاجه بالطريقة الصحيحة، ثم تبدأ مغامرات غايب مع الجميع.
الحلقة الثانية : كورونا
غايب يعود من الصين بعد سفره، ليتجنبه الجميع بسبب كورونا ويدخل في صراعات كوميدية مع عائلته بسبب المرض.
الحلقة الثالثة : الستينات
غايب يعود إلى 1963, ليكتشف الماضي بطريقة كوميدية ويقارنه مع الحاضر ثم يعود إلى 2020 في النهاية.
الحلقة الرابعة : يحلم بالموت
غايب يصاب بمصيبة بعد وفاة أبو حارث الذي حلم به غايب قبل يوم من وفاته، فتتهمه اسرة أبو حارث وتهدده بطريقة تعكس بعض من تخلف المجتمع العراقي.
الحلقة الخامسة : الرجل النفطي
يتورط غايب بعد شربه للنفط بالخطأ، ومن ثم يقع في مواقف كوميدية مع اصدقائه واقربائه بسبب طلب الجميع للنفط الذي يصعب الحصول عليه في الايام الحالية.
الحلقة السادسة : شهريار
غايب يجد قصرا له خلف دولاب الملابس في غرفته، فتكتشف لمياء القصر، ويدخل غايب في مغامرات.

## طاقم التمثيل
- كاظم القريشي
- زهور علاء
- فاطمة الربيعي
- سامي قفطان
- زهير محمد رشيد
- مناف طالب
- عبد الستار البصري
- نزار السامرائي
- هبة صباح
- علي داخل (ضيف شرف)
- نجلاء فهمي (ضيف شرف)
- تيسير أحمد (ضيف شرف)
- بيداء رشيد (ضيف شرف)
- سولاف جليل (ضيف شرف)